# Hipócrates (general)
Hipócrates (c. 459-424 a. C., griego: Ἱπποκράτης, Hippokrátēs o ‘Ippokrátīs), hijo de Arifrón, fue un militar ateniense, elegido strategos (general) en 424 a. C., que sirvió junto al también general Demóstenes. 
En el año 424 a. C., Hipócrates y Demóstenes emprendieron el asedio de los Muros Largos de Mégara (que conectaban la ciudad con Nisea, uno de sus dos puertos). Fueron incapaces de entrar en la ciudad, pero tuvieron éxito después de un corto asedio. Cuando el llegó el general espartano, Brásidas, fueron obligados a retirarse, e invadieron Beocia. A Hipócrates le fue dado el mando de la fuerza de tierra que iba a tomar Delio y después de que lo consiguió y fortificó allí una plaza fuerte, mientras volvía marchando hacia Atenas con sus soldados, los beocios llegaron. Una batalla, conocida como la batalla de Delio, tuvo lugar entre los atenienses y los beocios, entre Delio y Oropo, y los atenienses fueron claramente derrotados. Hipócrates murió al principio de la batalla y casi mil atenienses perecieron. Solo el anochecer impidió más pérdidas. Después de un asedio de diecisiete días, Delio cayó ante los beocios y en ese momento los cuerpos de Hipócrates y de los otros hombres fueron devueltos a los atenienses.